# Hawker Siddeley Trident
Hawker Siddeley HS 121 Trident (sprva de Havilland D.H.121 in Airco DH 121, Trident - Trizob) je bilo britansko trimotorno reaktivno potniško letalo, ki je prvič poletelo v zgodnjih 1960ih. Bil je prvo trimotorno reaktivno letalo. Imel je za svoj čas sofisticirano avioniko in je bil prvo potniško letalo, ki je izvedlo avtopristanek.

## Specifikacije (Trident 2E)
Podatki iz 
Splošne karakteristike
- Posadka: 3
- Število sedežev: 115 potnikov
- Dolžina: 114 ft 9 in (35 m)
- Razpon kril: 98 ft (28,9 m)
- Višina: 27 ft (8,3 m)
- Površina kril: 1462 ft2 (135,82 m2)
- Teža praznega letala: 73800 lb (33475 kg)
- Maks. vzletna teža: 142500 lb (64636 kg)
- Pogon letala: 3 × Rolls-Royce RB.163-25 Spey 512 , 11930 lbf (53,1 kN) vsak

 Zmogljivost 
- Maks. hitrost: 590 mph
- Potovalna hitrost: 580 mph
- Doseg: 2700 milj (4345 km)
- Višina leta: 27000 do 36000 ft (8000 do 11000 m)

|                    | Trident 2E                     | Trident 3B                     |
| ------------------ | ------------------------------ | ------------------------------ |
| Kapaciteta         | 115 potnikov                   | 180 potnikov                   |
| Dolžina            | 114 ft 9 in (34,98 m)          | 131 ft 2 in (39,98 m)          |
| Razpon kril        | 98 ft (30 m)                   | 98 ft (30 m)                   |
| Višina             | 27 ft 0 in (8,23 m)            | 28 ft 3 in (8,61 m)            |
| Maks. vzletna teža | 142.500 lb (64.600 kg)         | 150.000 lb (68.000 kg)         |
| Potovalna hitrost  | 590 mph (510 kn; 950 km/h)     | 550 mph (480 kn; 890 km/h)     |
| Dolet              | 2.700 mi (2.300 nmi; 4.300 km) | 2.235 mi (1.942 nmi; 3.597 km) |